# Пік Барбо
Барбо-Пік (англ. Barbeau Peak) — гора на острові Елсмір, найвища (2616 м) точка канадської території Нунавут, Арктичних Кордильєр і всього Канадського Арктичного архіпелагу.
Гора знаходиться на території національного парку Куттінірпаак.
Перше офіційно зареєстроване сходження відбулося 7 червня 1967 року, а у 1969 рокові після смерті антрополога Маріуса Барбо, пік був названий у його честь.
Сам шлях сходження для досвідченого альпініста нескладний, але підкорення вершини ускладнене сильними вітрами і суворими кліматичними умовами. 